# آدلیسبرگ
آدلیسبرگ (به لاتین: Adlisberg) یک کوه در سوئیس است که در کانتون زوریخ واقع شده‌است. آدلیسبرگ ۷۰۱ متر بالاتر از سطح دریا واقع شده‌است.